# János Kemény (furste)

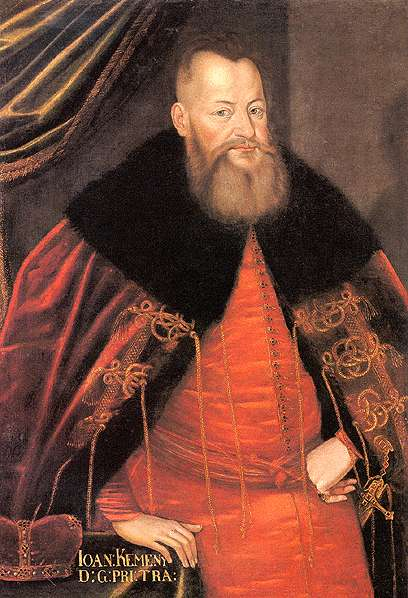

János Kemény, född 14 december 1607, död 23 januari 1662, var en transsylvansk furste.
Kémény spelade som fältherre en betydande roll under Georg I och Georg II Rákóczys krig och samverkade därunder även med svenskarna. 1657 föll han i tatarisk fångenskap, återvände 1659 och valdes till furste 1660. Kemény understöddes av kejsaren men stupade i strid mot turkarnas tronkandidat Mikael I Apafi i slaget vid Nagyszöllös. Keménys självbiografi utgavs 1856.